# Прю (Оклахома)
Прю (англ. Prue) — місто (англ. town) в США, в окрузі Осадж штату Оклахома. Населення — 374 особи (2020).

## Географія
Прю розташований за координатами 36°14′58″ пн. ш. 96°16′0″ зх. д. / 36.24944° пн. ш. 96.26667° зх. д. (36.249568, -96.266705).  За даними Бюро перепису населення США в 2010 році місто мало площу 1,17 км², уся площа — суходіл.

## Демографія
Згідно з переписом 2010 року, у місті мешкало 465 осіб у 178 домогосподарствах у складі 122 родин. Густота населення становила 398 осіб/км².  Було 218 помешкань (186/км²).
Расовий склад населення:
| - 86,9 % — білих - 8,0 % — корінних американців |

До двох чи більше рас належало 4,5 %. Частка іспаномовних становила 1,3 % від усіх жителів.
За віковим діапазоном населення розподілялося таким чином: 27,1 % — особи молодші 18 років, 55,5 % — особи у віці 18—64 років, 17,4 % — особи у віці 65 років та старші. Медіана віку мешканця становила 39,8 року. На 100 осіб жіночої статі у місті припадало 97,9 чоловіків;  на 100 жінок у віці від 18 років та старших — 94,8 чоловіків також старших 18 років.
Середній дохід на одне домашнє господарство  становив 42 139 доларів США (медіана — 32 500), а середній дохід на одну сім'ю — 49 702 долари (медіана — 43 750). Медіана доходів становила 31 161 долар для чоловіків та 28 333 долари для жінок. За межею бідності перебувало 31,5 % осіб, у тому числі 51,1 % дітей у віці до 18 років та 17,1 % осіб у віці 65 років та старших.
Цивільне працевлаштоване населення становило 177 осіб. Основні галузі зайнятості: виробництво — 22,6 %, освіта, охорона здоров'я та соціальна допомога — 19,2 %, роздрібна торгівля — 12,4 %, будівництво — 8,5 %.